# Листовёртки длиннощупиковые
Листовёртки длиннощупиковые (лат. Sparganothini) — триба листовёрток из подсемейства Tortricinae.

## Описание
Пальпы очень длинные, выступают вперёд головы на двойную её длину (смотреть сверху). В гениталиях самца каждая из соций разделена на две ветви, нижние длинные и свободно висящие ветви образуют гнатос. В гениталиях самки сигна в виде гладкой пластинки, которая вдавлена в перепончатый корпус копулятивной сумки.

## Систематика
В составе трибы:
- роды: Amorbia — Coelostathma — Lambertiodes — Paramorbia — Platynota — Sparganothina — Sparganothis — Sparganothoides — Synnoma